# Tintinabulum
Tintinabulum là một chi thực vật có hoa trong họ Polemoniaceae.

## Loài
Chi Tintinabulum gồm các loài: